# Praia do Chega Nego
A Praia do Chega Nego, também conhecida como praia do Jardim dos Namorados, está situada no bairro da Pituba, sendo a segunda praia deste bairro seguindo a Praia da Pituba.
Esta praia tem início após a Arena Aquática Salvador, onde se localizava o antigo Clube Português, passando por onde se localiza o parque denominado de Jardim dos Namorados e terminando na foz do rio Camarajipe, onde tem início a praia de Jardim de Alah.
A partir do século XIX, a praia ganhou o topônimo de "Chega Nego" em referência ao local de desembarque de escravos traficados por, entre outros, Francisco José Godinho, assim como, após a proibição do tráfico de escravos para o Brasil, por contrabandistas. 
Ao longo do século XX, a praia também passou a ser conhecida pelo topônimo de Praia do Bico de Ferro, em referência a um bar de mesmo nome que se situava na região onde hoje está o Parque Jardim dos Namorados.
A partir da inauguração do parque, em 1969, a praia passaria cada vez mais a ser conhecida por praia do Jardim dos Namorados, caindo o topônimo original em desuso já na década de 1970.
Esta praia não é propicia ao banho de mar e é utilizada principalmente para a pesca de molinete, e mais eventualmente para a prática do surfe.